# Stanley Jaki

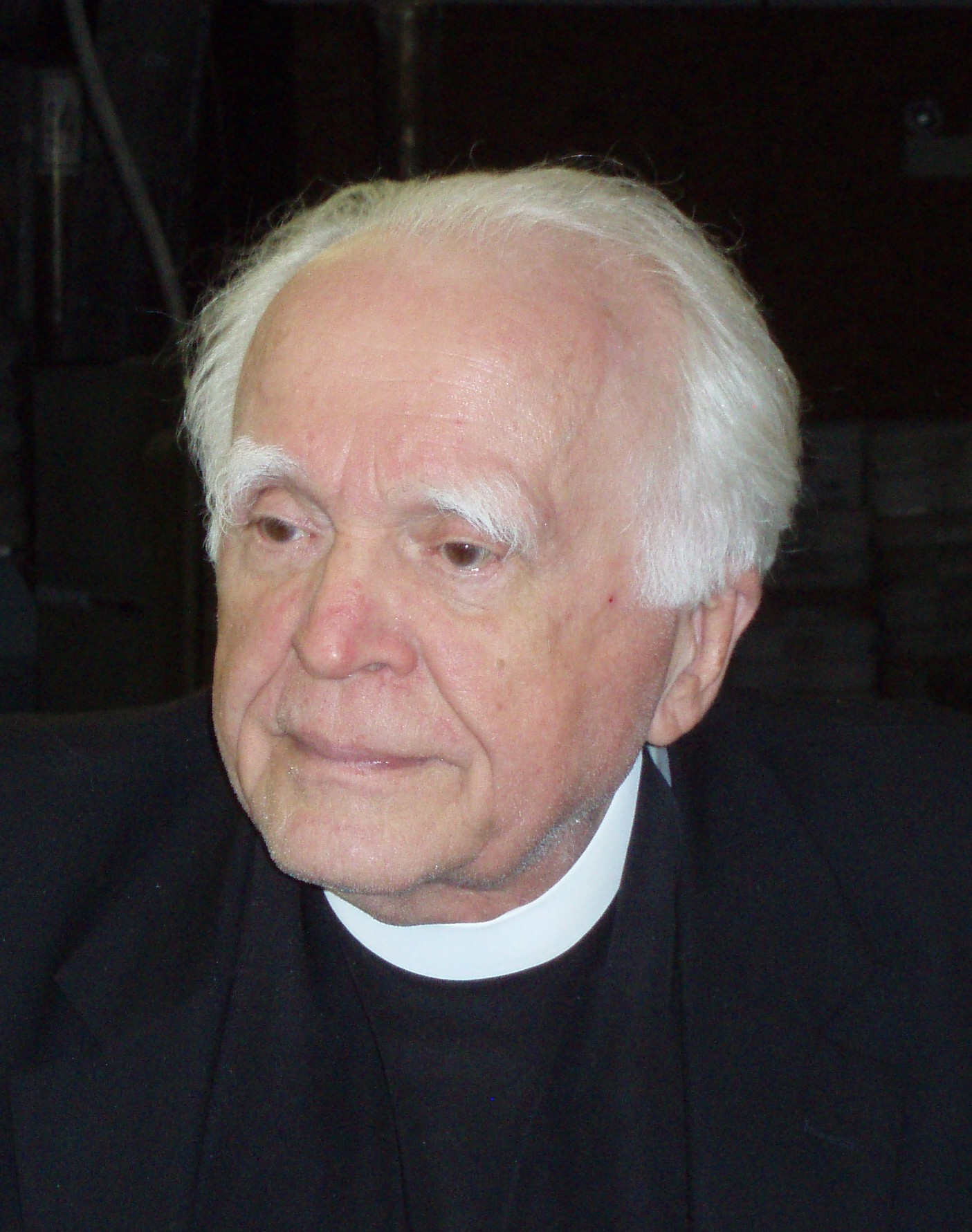
Stanley Jaki (2007)

Stanley L. Jaki OSB (eigentlich Szaniszló László Jáki; * 17. August 1924 in Győr; † 7. April 2009 in Madrid, Spanien) war ein ungarischer römisch-katholischer Ordensgeistlicher, Physiker und Wissenschaftsphilosoph.

## Leben und Studium
Jaki trat nach dem Schulabschluss in den Benediktinerorden ein. Er wurde 1950 in Systematischer Theologie am Päpstlichen Athenaeum Sant’Anselmo in Rom promoviert. 1957 wurde er in Physik an der Fordham University, wo er bei Victor Franz Hess, dem Mitentdecker der kosmischen Strahlung und Nobelpreisträger, promoviert. Er forschte auf dem Gebiet der Wissenschaftsphilosophie an der Stanford University, der University of California, Berkeley und der Princeton University sowie am Institute for Advanced Study.
Seit 1976 unterrichtete er Physik an der Seton Hall University in South Orange, New Jersey.
Jaki starb an den Folgen eines Herzinfarkts. Zudem war er unter anderem Gifford Lecturer an der University of Edinburgh and Fremantle Lecturer am Balliol College, Oxford.

## Wirken
Jaki schrieb über fünfzig Bücher und über 400 Artikel, insbesondere mehrere Bücher über das Verhältnis zwischen Wissenschaften und Christentum, im Speziellen zur Geschichte und Philosophie der Wissenschaft.
Jaki vertrat die Ansicht, dass der Gödelsche Unvollständigkeitstheorem eine Relevanz für eine (noch zu entwickelnde) Weltformel habe.

## Ehrungen und Auszeichnungen (Auswahl)
- Ehrenmitgliedschaft der Päpstlichen Akademie der Wissenschaften
- Korrespondierendes Mitglied der Académie des sciences, belles-lettres et arts de Bordeaux
- Lecomte-du-Noüy-Prix (1970)
- Templeton-Preis (1987)
- Ehrendoktorwürden der Central Michigan University (1974), Steubenville University (1986), St. Anselm College (1988), Marquette University (1989), St. Vincent College (1989), Fordham University (1991), Seton Hall University (1991)
- Ehrenbürger von Győr

## Schriften
- 1966. The Relevance of Physics. University of Chicago Press.
- 1969. Brain, Mind and Computers. Herder & Herder.
- 1969. The Paradox of Olbers’ Paradox. Herder & Herder.
- 1973. The Milky Way: an Elusive Road for Science. New York: Science History Publications.
- 1974. Science and Creation: From Eternal Cycles to an Oscillating Univers. Edinburgh: Scottish Academic Press.
- 1978. Planets and Planetarians. A History of Theories of the Origin of Planetary Systems. John Wiley & Edinburgh: Scottish Academic Press.
- 1978. The Road of Science and the Ways to God. Univ. of Chicago Press, and Edinburgh: Scottish Academic Press. ISBN 0-226-39145-0
- 1978. The Origin of Science and the Science of its Origins. Scottish Academic Press.
- 1980. Cosmos and Creator. Scottish Academic Press. ISBN 0-7073-0285-4
- 1983. Angels, Apes and Men. La Salle IL: Sherwood, Sugden & Co. ISBN 0-89385-017-9
- 1984. Uneasy Genius. The Life and Work of Pierre Duhem. Den Haag: Nyhoff.
- 1986. Chesterton, a Seer of Science. University of Illinois Press.
- 1986. Lord Gifford and His Lectures. A Centenary Retrospective. Edinburgh: Scottish Academis Press, and Macon, GA.: Mercer University Press.
- 1986. Chance or Reality and Other Essays. Lanham, MD: University Press of America & Intercollegiate Studies Institute.
- 1988. The Absolute Beneath the Relative and Other Essays. Lanham, MD: University Press of America & Intercollegiate Studies Institute.
- 2000 (1988). The Savior of Science. W. B. Eerdmans. ISBN 0-8028-4772-2
- 1989. Miracles and Physics. Front Royal. VA.: Christendom Press. ISBN 0-931888-70-0
- 1989. God and the Cosmologists. Regnery Gateway Inc.; Edinburgh: Scottish Academic Press. (auch unter dem Titel The Purpose of it All)
- 1990. The Only Chaos and Other Essays. Lanham MD: University Press of America & Intercollegiate Studies Institute.
- 1991. Scientist and Catholic, An Essay on Pierre Duhem. Front Royal VA: Christendom Press.
- 1998 (1992) Genesis 1 Through the Ages. Edinburgh: Scottish Academic Press.
- 1996. Bible And Science. Front Royal, VA: Christendom Press. ISBN 0-931888-63-8
- 2000. The Limits of a Limitless Science and Other Essays. Intercollegiate Studies Institute. ISBN 1-882926-46-3
- 2008. Hail Mary, full of grace: A Commentary. New Hope, KY: Real View Books. ISBN 978-1-892539-06-9